# Tradycja literacka
Tradycja literacka – ogół doświadczeń oraz dokonań literackich z przeszłości, które w określonym czasie i dla określonej grupy społecznej służą za punkt odniesienia dla działalności twórczej.
W obręb tradycji literackiej wchodzą zarówno dzieła literackie, jak i w różnym stopniu usystematyzowane normy. Porządkując i hierarchizując ten ogół doświadczeń i dokonań, tradycja literacka pozwala na wytworzenie się zespołu określonych konwencji literackich charakterystycznych dla jakiegoś okresu literackiego, prądu literackiego, grupy lub szkoły literackiej, bądź dla poszczególnych twórców. Tradycja kształtuje również nastawienia i oczekiwania odbiorców literatury.
Składniki tradycji literackiej można uporządkować ze względu na ich przynależność do określonej formy strukturalnej (np. rodzaj, gatunek literacki, system wersyfikacyjny) oraz na przynależność do określonej warstwy procesu historycznoliterackiego (np. renesans, oświecenie, modernizm).